# Rick Burgett
Rick Burgett   (Sandy, c. 1956) és un antic pilot professional de motocròs nord-americà. Va competir als Campionats AMA entre el 1973 i el 1983 i en va guanyar un títol, concretament el de 500cc de 1978 amb la Yamaha YZ400E.
Conegut com a The Lumberjack ('el llenyataire'), Burgett va competir durant quasi tota la seva carrera dins l'equip oficial de Yamaha, on, al costat de Bob Hannah, Broc Glover i Mike Bell, va formar part del quartet conegut com als "Fast Four" ('els quatre ràpids'). El 1978, la marca japonesa va guanyar tots els principals títols de motocròs dels Estats Units amb aquest "dream team": Burgett el de 500cc (el més prestigiós en aquella època), Broc Glover el de 125cc i Bob Hannah, el de 250cc, el de supercross i la Trans-AMA. Aquest èxit va ser l'origen de la cèlebre campanya publicitària de Yamaha "Three Good Reasons To Buy A '79 YZ" ('tres bones raons per a comprar-se una YZ '79'), protagonitzada per Burgett, Hannah i Glover.

## Biografia
Rick Burgett va guanyar el seu primer trofeu de motocròs infantil a onze anys. Quan en tenia dotze, els seus dos oncles li van deixar córrer amb la seva motocicleta de 250cc, cosa que li va permetre desenvolupar una gran habilitat per córrer amb motocicletes potents des de ben jove. A finals de 1973 va esdevenir pilot professional amb una Yamaha privada i el 1976 va entrar a l'equip de fàbrica de la marca. Des d'aleshores fins al 1983 va competir contra rivals de la talla de Chuck Sun (també d'Oregon), Danny LaPorte i fins i tot Roger DeCoster. La seva corpulència (pesava 84 kg, 23 més que el seu company d'equip Bob Hannah, de 61 kg), el feia especialment adequat per a pilotar la "monstruosa" YZ400E, la moto de fàbrica que Yamaha va construir per a ell, equipada amb un potent i quasi ingovernable motor de dos temps i sistema de monoamortidor posterior "monoshock".
La seva carrera dins el motocròs es va escurçar a causa de reiterades lesions de genolls i el 1983 es va retirar definitivament de les competicions. Actualment, regenta un negoci de moviments de terra dins el ram de la construcció.

## El sobrenom
El malnom de "The Lumberjack" l'hi van posar el 1976 dos mecànics de l'equip oficial de Yamaha, Brian Lunnis i Bill Bushka, que també van inventar-se el de Bob Hannah, "Hurricane". Com que, durant la Florida Winter Series d'aquell any, el seu primer a l'equip, Burgett queia sovint al fons de la pista, Lunnis va dir que segurament devia ser allà tallant arbres (Burgett és d'Oregon, un estat amb grans boscos i molts llenyataires). Rick "Lumberjack" Burgett i Bob "Hurricane" Hannah van ser el nucli del llegendari equip de Yamaha durant la dècada del 1970. Més tard, la marca va fitxar Mike Bell i Broc Glover per acabar-lo d'arrodonir.